# Ostara
för den germanska gudinnan med detta namn, se Ēostre
Ostara är ett brittiskt neofolk/pop-band med Richard Leviathan som huvudperson.

## Diskografi
Studioalbum
- Secret Homeland (2000)
- Kingdom Gone (2002)
- Ultima Thule (2003)
- Immaculate Destruction (2005)
- The Only Solace (2009)
- Paradise Down South (2013)

EP
- Whispers of the Soul (2001)

Singlar
- "Operation Valkrie" (1999)